# Zaprionus neglectus
Zaprionus neglectus är en tvåvingeart som beskrevs av Collart 1937. Zaprionus neglectus ingår i släktet Zaprionus och familjen daggflugor. Inga underarter finns listade i Catalogue of Life.